# Neustadt Lipót
Neustadt Lipót (Pest, 1861. október 28. – Alag, 1925. szeptember 15.) a Ganz gyárban Zipernowsky Károly, Déri Miksa, Bláthy Ottó Titusz és Kandó munkatársa, a kísérletek, leírások dokumentálója, a magyar elektrotechnikai ipar egyik megteremtője.

## Élete
Kitűnő minősítéssel végzett reál középiskolai tanulmányait a budapesti Királyi József Műegyetemen folytatta. Egyetemi évei alatt két nyáron is a Ganz gyárban volt gyakornok, így közvetlenül tanúja lehetett az ott folyó kutatásoknak. 1883-ban gépészmérnöki képesítésének megszerzése után a Ganz alkalmazottja lett, ahol bekapcsolódott Dérivel közösen a bécsi kiállítás előkészítésébe, majd a helyszíni munkálatokba. Néhány hónapos Ganz gyári tevékenysége után Erdélybe távozott, de már 1884. október 15-én visszatért a Ganzba, és pályafutása végéig a cég szolgálatában maradt. Akkor éppen a transzformátoros áramelosztó rendszer megalkotásán dolgoztak, Neustadt Déri munkatársaként kapcsolódott be a fejlesztési munkákba és a villamos gépek szerkesztésébe.
Bláthy érdeklődése a transzformátorfejlesztés mellett elsősorban az egyfázisú váltakozó áramú gépek, majd a többfázisú generátorok felé irányult, így Neustadt vette át az egyenáramú dinamók szerkesztését. Bláthy utolsó egyenáramú dinamója a kétpolusú Δ (delta) jegyű sorozat volt 1887-ben.
Az elektromos energia használata megkövetelte a nagyobb teljesítményű gépeket, amelyeket azonban csak többpólusú kivitelben lehetett készíteni. 1889-ben készült el az 1000 V feszültségű H dinamó első példánya, melynek fejlesztése abbamaradt, mivel Neustadt 1891 végére közben megtervezte a C sorozatot, amely önállóként, illetve gerjesztőgépként egyaránt használható volt. A leggyakrabban használt 8,1 kW névleges teljesítményű C8 és a 12,6 kW-os típusok négypólusú kivitelben, kisebb fordulatszámra készültek, és a Zipernowsky-féle A jelű váltakozó áramú generátorokkal közvetlenül összekapcsolhatóak voltak. A sorozat további típusai 4–6–8 pólussal, és nagyobb, 16,5–110 kW névleges teljesítményt igénylő feladatokra gyártották. A sorozat legkisebb C8 jelű tagját Szentpétervárott, míg a legnagyobb 110 kW névleges teljesítményű C100 típust pl. Bécsben üzemelték be. Ezeket a konstrukciókat tíz éven át folyamatosan gyártották.
A német gyárak versenye az 1890-es évek végén kikényszerítette az olcsóbb, könnyebb villamos gépek gyártását, amivel a Ganz gyárnak is lépést kellett tartania. Az egyenáramú gépek területén ezt a feladatot Kandó Kálmán oldotta meg.
Neustadt nevéhez fűződik az akkori nagy villamos telepeknél (Róma, Bécs stb.) az egyfázisú koncentrikus kábelek üzemeltetéséhez a tapasztalatok alapján kidolgozott szabály: a külső pólust kell először bekapcsolni, a belsőt pedig először kikapcsolni. („Aussen-ein-Innen-aus”). E jelenségek részletes elméleti leírása az Elektrotechnische Zeitschrift 1893. május 5-ei számában jelent meg, és annyira időtálló volt, hogy J. Fischer-Hinnen 1922-ben megjelent könyvében is megtalálható.
Neustadt éveken keresztül Bláthy legközvetlenebb munkatársai közé tartozott. Számos szabadalmának kísérleti előkészítésében, vizsgálatában, részfeladatok megoldásában részt vett. Bláthy értékelte is kollégája teljesítményét. A munkatársi kapcsolat mellett baráti viszony alakult ki közöttük. Bláthy szabadalmainak jövedelmeiből Neustadt részére a – leszármazottakkal bezárólag – részesedést biztosított.
Neustadt nagy munkabírású, lelkiismeretes, szorgalmas, sokoldalú, pedáns ember volt. Rendszeretetének köszönhetően megvalósította a „gyártási dokumentációt”. A gyártásra vonatkozó feljegyzéseket, szerkesztési utasításokat, műszaki adatokat nyilvántartási rendszerbe foglalta. Neki köszönhetőek az ún. „fóló könyvek”, amelyekben 1886-tól valamennyi gyártmányra vonatkozó információk megtalálhatók.
1898-tól mint a laboratórium vezetője, elsősorban transzformátorszerkesztéssel foglalkozott, de tevékenyen részt vett a napi operatív munkában is. Később cégvezetőként, majd igazgatóhelyettesként dolgozott.
1912-ben egészségi állapota nyugalomba vonulásra kényszerítette. Ezután Budapesten, utolsó éveiben Alagon élt, csendes visszavonultságban 1925. szeptember 15-én bekövetkezett haláláig.